# Талдыкин, Алексей Григорьевич
Алексе́й Григо́рьевич Талды́кин (1864, Орёл — 22 октября 1922, Москва) — российский купец, кинофабрикант, один из пионеров российского кинематографа.

## Биография
Родился в Орле в бедной семье. Образование получил в уездном училище. Служил в мальчиках, работал в театрах, одно время у М. В. Лентовского.
В 1902 году выкупил у П. Я. Пинягина (по другим сведениям у Пикучина) угасающее дело — костюмерную мастерскую, находившуюся в плачевном состоянии, и создал свою театральную костюмерную мастерскую в Москве, которая стала самым крупным предприятием такого рода в России. Мастерская обслуживала как столичные, так и провинциальные театры. Работал с А. Э. Блюменталь-Тамариным, И. С. Зоном, оперой С. М. Зимина, выезжал за границу с труппой С. П. Дягилева.
Доходы инвестировал и тратил на благотворительные нужды. В начале 1910-х построил в 1-м Бабьегородском переулке доходный дом из двух корпусов по пять этажей каждый, проектировать который пригласил известного архитектора Валентина Дубовского. Сам с семьей жил в соседнем доме-усадьбе. Был ктитором расположенного рядом храма Петра и Павла на Якиманке.
В 1912 году совместно с А. О. Дранковым учредил кинематографическую компанию — Торговый дом «А. Талдыкин, А. Дранков и К°», которая вскоре стала одной из крупнейших в дореволюционной России. 5 ноября 1913 года картина «Покорение Кавказа», созданная в киноателье Талдыкина и Дранкова, демонстрировалась в Ливадийском театре в присутствии Его Императорского Величества, великих княгинь и приглашённых. Талдыкин и Дранков были представлены председателем Скобелевского комитета Н. Н. Янушкевичем Николаю II и были удостоены с его стороны «милостивыхъ разспросовъ».
В марте 1914 года А. О. Дранков вышел из состава учредителей и кинокомпания получила новое название — Торговый дом «А. Г. Талдыкин и К°». Являлся одновременно пайщиком многих концертно-театральных предприятий, арендовал «Спортинг-Паллас» в Санкт-Петербурге.
В мае 1914 года Талдыкину было присвоено потомственное почётное гражданство за картину «Трёхсотлетие царствования дома Романовых». Летом 1914 года в павильоне кинофирмы Талдыкина прошла первая кинопроба Веры Холодной, актриса снялась в нескольких сценах «Анны Карениной» в двух ролях (няньки-итальянки и девушки из массовки), но работать с Талдыкиным дальше не стала.
В 1915 году компанией был построен павильон у Донского монастыря и расширена лаборатория, 30 апреля 1915 года состоялось торжественное освящение павильона. При вновь открытой фабрике состоял штат — режиссёры П. И. Чардынин и Е. Ф. Бауер, 5 кинооператоров и труппа актёров из 50 человек.
В июле 1915 года Талдыкин учредил «полное товарищество со своими сотрудниками в деле кинематографии» оператором Н. Ф. Козловским и кинопрокатчиком С. П. Юрьевым — Торговый дом «А. Г. Талдыкин, Н. Ф. Козловский, С. П. Юрьев и К°». Литературным отделом заведовал А. П. Каменский. В киноателье в разные периоды работали режиссёры В. К. Туржанский, Б. В. Чайковский, В. К. Висковский, Г. Г. Азагаров; актёры П. Н. Орленев, В. И. Пионтковская, А. М. Мичурин, дрессировщик В. Л. Дуров и другие.
В 1915 году одновременно компаниями А. Ханжонкова, А. Талдыкина и Торговый дом «П. Тиман и Ф. Рейнгардт» был экранизирован роман Л. Н. Толстого «Война и мир». Картина киноателье Талдыкина не демонстрировалась в России, негатив был продан за границу, где фильм пользовался успехом. Затраты на производство фильма составили внушительную в то время сумму — 18 тыс. рублей.
Кинокомпания Талдыкина работала с прокатными конторами АО «Биохром», Российское акционерное кинематографическое общество, конторой проката Г. Л. Гехтмана и другими, имела своего представителя по продаже негативов в Париже. Параллельно Талдыкиным изготавливались костюмы для других кинокомпаний.
В июле 1917 года на кинофабрике Талдыкина прошли забастовки. В декабре 1917 года Торговый дом «А. Г. Талдыкин, Н. Ф. Козловский, С. П. Юрьев и К°» распался на два самостоятельных предприятия: Торговый дом «А. Г. Талдыкин» и Торговый дом «Н. Ф. Козловский, С. П. Юрьев и К°».
В апреле 1918 года компания «Киноиздательское дело А. Г. Талдыкина» была переоформлена на его жену и получила название «Киноиздательство Экран В. А. Талдыкиной и К°», однако все дела в компании он вёл сам, включая бухгалтерию. В июне 1918 года в отчёте отдела труда Замоскворецкого районного совета рабочих и красноармейских депутатов отмечалось, что отчётность на фабрике Талдыкина «велась преступнейшим образом, вернее вёлся хороший учёт своему карману».
В январе 1920 года была завершена национализация фотокинопромышленности. Кинокомпания «Киноиздательство Экран В. А. Талдыкиной и К°» перешла в ведение Всероссийского фотокинематографического отдела (ВФКО). Негативы шести ещё не выпущенных в прокат полнометражных фильмов были зарыты Талдыкиным в землю с целью их укрытия от органов Советской власти. В результате фильмы погибли.
После национализации компании вернулся к костюмерному делу. В 1921—1922 годах создавал костюмы для Камерного театра Таирова.
В 1922 году — член правления, заведующий финансовой, хозяйственной частью и гардеробной Свободной оперы С. М. Зимина. Собирался возродить при театре костюмно-прокатное предприятие, вёл переговоры с государственными органами об аренде своего бывшего киноателье. Входил в состав правления Замоскворецкого театра.
22 октября 1922 года трагически погиб в Москве напротив Храма Христа Спасителя под колёсами автомобиля.

### Семья
- жена (с 13 октября 1895 г.) — Вера Андреевна Архипова (1876-1943), дочь московского купца Андрея Федоровича Архипова [43].
  - сын — Александр Алексеевич Талдыкин (1896—1965), художник, декоратор[44]. Похоронен с матерью на Ваганьковском кладбище[45].

## Фильмография

### Продюсер
- 1913 — Аннета хорошо поужинала / Злополучный ужин Аннеты (совм. с А. Дранковым)
- 1913 — Горный орлёнок (совм. с А. Дранковым)
- 1913 — Дачный роман дяди Пуда (совм. с А. Дранковым)
- 1913 — Дикарь (совм. с А. Дранковым)
- 1913 — Дядя Пуд — враг кормилец (совм. с А. Дранковым)
- 1913 — Женщина, которая улыбалась / Красавица Ванда (совм. с А. Дранковым)
- 1913 — Маленькие бандиты (совм. с А. Дранковым)
- 1913 — Обрыв (совм. с А. Дранковым)
- 1913 — Отец и сын (совм. с А. Дранковым)
- 1913 — Победителя не судят (совм. с А. Дранковым)
- 1913 — Покорение Кавказа / Взятие Гуниба (хроника, совм. с А. Дранковым)
- 1913 — Поруганная честь Акбулата (совм. с А. Дранковым)
- 1913 — Преступление и наказание (совм. с А. Дранковым)
- 1913 — Преступная страсть / Преступная страсть отца (совм. с А. Дранковым)
- 1913 — Страшная месть горбуна К… / Золотой горбун К… / Золотой горб (совм. с А. Дранковым)
- 1913 — Суфражистка или мужчины, берегитесь / Хвостатая суфражистка (совм. с А. Дранковым)
- 1913 — Тайна портрета профессора Инсарова (совм. с А. Дранковым)
- 1913 — Трагедия с брюками / История с брюками (совм. с А. Дранковым)
- 1913 — Трёхсотлетие царствования дома Романовых (совм. с А. Дранковым)
- 1914 — Аул Бастунжи (совм. с А. Дранковым)
- 1914 — Трагедия двух сестёр (совм. с А. Дранковым)
- 1914 — Царь Фёдор Иоаннович (совм. с А. Дранковым)
- 1914 — Шкап смерти / Шкаф смерти / Драма в Зыковой роще (совм. с А. Дранковым)
- 1914 — В кровавом зареве войны / Пусть смерть грозит, но родина дороже / Жертвы Ченстохова
- 1914 — Вера Горич / Роковая женщина
- 1914 — Горе-злосчастье
- 1914 — Гусары смерти
- 1914 — Деньги или люди гибнут за металл / Властелин биржи / Тот кумир — телец златой
- 1914 — Жизнь пошутила
- 1914 — За честь, славу и счастье славянства / На защиту братьев-славян
- 1914 — Любовный маскарад
- 1914 — На австрийском курорте во время войны
- 1914 — На защиту братьев-славян
- 1914 — Не так страшен немец, как его малюют
- 1914 — Под ударами судьбы / Торгующий счастьем любви
- 1914 — Простокваша — жизнь наша
- 1914 — Симфония любви и смерти / Моцарт и Сальери / Гений и злодейство
- 1915 — Братья Карамазовы
- 1915 — Война и мир
- 1915 — Грядущая Русь
- 1915 — Гувернантка / Впотьмах (совм. с Н. Козловским и С. Юрьевым)
- 1915 — Загробная скиталица / Сказка небес без конца и начала / Женщина-вампир (совм. с Н. Козловским и С. Юрьевым)
- 1915 — И мы, как люди / Как хороши, как свежи были розы / История одного собачьего увлечения (совм. с Н. Козловским и С. Юрьевым)
- 1915 — Любовь под маской (совм. с Н. Козловским и С. Юрьевым)
- 1915 — По трупам к счастью (совм. с Н. Козловским и С. Юрьевым)
- 1915 — Подлец / Жена или подлец
- 1916 — А всё-таки жизнь / Зверь внутри нас / Жизнь прекрасна (совм. с Н. Козловским и С. Юрьевым)
- 1916 — Двойник / Человек с преступной тенью / Вор счастья (совм. с Н. Козловским и С. Юрьевым)
- 1916 — Женская логика / Мисс Гоббс / Жеищина-Янус (совм. с Н. Козловским и С. Юрьевым)
- 1916 — Женщина, взглянувшая в глаза смерти (совм. с Н. Козловским и С. Юрьевым)
- 1916 — Поймёт, кто любит (совм. с Н. Козловским и С. Юрьевым)
- 1916 — Рассказ неизвестного (совм. с Н. Козловским и С. Юрьевым)
- 1916 — Розы в крови / Роза в крови (совм. с Н. Козловским и С. Юрьевым)
- 1916 — Сын страны, где царство мрака / Чорт (совм. с Н. Козловским и С. Юрьевым)
- 1916 — Что делать? (совм. с Н. Козловским и С. Юрьевым)
- 1917 — Будем, как солнце (совм. с Н. Козловским и С. Юрьевым)
- 1917 — Жёлтый билет
- 1917 — Заговорили давно умолкнувшие уста / Отец Арсений
- 1917 — Примадонна
- 1917 — Солнце России / Слава борцам за свободу / Как гибнет юность
- 1917 — Удар в спину
- 1917 — Чёрные галки и святой чорт / Жизнь тунеядцев